# Gas nervioso

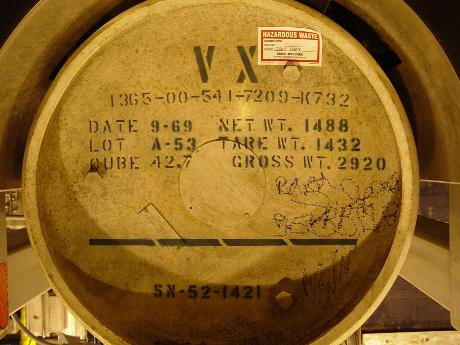
El extremo de la válvula del último Newport TC antes de que se le drene el gas neurotóxico VX

Un gas neurotóxico, agente nervioso o  gas nervioso es una clase de compuesto orgánico químico que contiene ácido fosfórico (organofosfatos) capaz de colapsar el mecanismo mediante el cual el sistema nervioso envía mensajes a los órganos del cuerpo. Este colapso está causado por el bloqueo de una enzima (acetilcolinesterasa) que normalmente disminuye la actividad de la acetilcolina, que es un neurotransmisor; al bloquearse dicha enzima, aumenta de manera descontrolada la actividad de la acetilcolina, lo cual origina espasmos musculares que pueden causar la muerte. Como armas químicas, los agentes nerviosos están clasificados como armas de destrucción masiva por las Naciones Unidas, de acuerdo con la Resolución 687, y su producción y almacenamiento están prohibidos por la Convención sobre Armas Químicas de 1993, convención que se hizo oficial el 29 de abril de 1997.[cita requerida]

## Diseminación
Existen varios métodos para la difusión de agentes nerviosos en el campo de batalla. Estos incluyen:
- municiones sin control de un aerosol
- generación de humo
- difusión de explosivos
- atomizadores, humidificadores y nebulizadores

El método elegido dependerá de la naturaleza física del agente nervioso que se utilice, la naturaleza de la meta y el nivel de complejidad alcanzable.[cita requerida]
- Datos: Q2612896
- Multimedia: Nerve agents / Q2612896